# G-Wert (Werbeforschung)
Der G-Wert (kurz für Gesamtwert) ist in der Außenwerbung die Kennzahl für die Aufmerksamkeitswerte bei Werbemitteln in Form von Außenwerbung, entwickelt von der GfK-Marktforschung. Bewertet werden beispielsweise Ablenkungsgrad, Dauer der Kontaktchancen, Beleuchtung, Sichthindernisse, Aufstellwinkel des Werbeträgers zum Verkehr etc.
Seit 2003 wird der G-Wert im Rahmen des Projektes G-Wert2 insofern umgestellt, als zur Ermittlung der Passagefrequenz in Zusammenarbeit des FAW mit der Fraunhofer-Gesellschaft und der GfK ein Frequenzatlas für Deutschland erarbeitet wurde, der zukünftig die Frequenzbasis für das System darstellt und das Videoverfahren ablöst. Die Dreiteilung der Verkehrsströme blieb hierbei ebenso erhalten wie die innere Logik des Systems.
2013 wurde der G-Wert gegen den PpS-Wert ersetzt.